# Thomas Lodge
Pour les articles homonymes, voir Lodge.
Thomas Lodge (né vers 1558 à Londres ou à West Ham – mort en septembre 1625 à Londres) est un médecin et un dramaturge anglais ayant vécu pendant les règnes d'Élisabeth Ire et de Jacques Ier. Pendant la première moitié de sa vie, il a écrit des critiques, des pièces de théâtre, parfois en collaboration avec Robert Greene, ainsi que des poèmes et des romans d'amour précieux. Il fut un temps marin soldat, voyageant jusqu'au détroit de Magellan avec sir Thomas Cavendish. Pendant la seconde moitié de sa vie, il se consacre à la médecine, après avoir obtenu son doctorat à Avignon en France. Il a écrit un traité sur la peste et est mort de cette maladie à son domicile londonien en septembre 1625.

## Biographie

### Enfance
Thomas Lodge est né à Londres vers 1558. Dans une fratrie de six enfants, il est le fils cadet de sir Thomas Lodge, qui est élu lord-maire de Londres en 1562, et de lady Anne Lodge, elle-même fille d'un ancien lord-maire de Londres, sir William Laxton, mort en 1556. Comme son père avait des maisons dans la Cité de Londres et à West Ham (Essex), faisant aujourd'hui partie du Grand Londres, on ne sait pas précisément où Thomas est né, dans ou près de Londres. Comme il écrit dans son Traité sur la peste (« A Treatise of the Plague ») à propos de Londres : « Cette ville où j'ai été élevé et ai grandi », c'est ce lieu qui est généralement retenu comme son lieu de naissance.

### Scolarité
Le 23 mars 1570, il entre à Merchant Taylors' School, une école fondée en 1561 dans la Cité de Londres, puis poursuit ses études à Oxford vers 1573, où il devient le serviteur d'Edward Hoby (en), qui était alors étudiant roturier à Trinity College. À l'université, il devient rapidement ami avec Edmund Carey (en) et Robert Carey, deux des seize enfants de Henry Carey, 1er baron Hunsdon. Lodge obtient son B.A. (Bachelor of Arts) le 8 juillet 1577, et son M.A. (Master of Arts) le 3 février 1580.
Thomas Lodge est admis à Lincoln's Inn le 26 avril 1578, comme son frère aîné, William, y avait été admis six ans plus tôt, le 30 juillet 1572. Cela semble avoir été un tournant de sa vie. Thomas abandonne bientôt le droit pour s'intéresser à la littérature, la proximité du théâtre des Black Friars de Lincoln's Inn lui facilitant la fréquentation des acteurs. Selon Anthony Wood, Lodge avait écrit déjà des vers qui avaient été accueillis favorablement lorsqu'il était à Oxford. Il est admis rapidement dans le milieu littéraire londonien, et devient intime avec Robert Greene. Il est probable qu'il fréquente aussi Barnabe Rich (en), Samuel Daniel, Michael Drayton, George Peele, Abraham Fraunce (en), Thomas Watson et John Lyly, dont il subira l'influence littéraire toute sa vie. Toutefois, étant issu d'une famille bourgeoise influente, il prend bien soin d'inclure « gentleman » dans sa signature, et de se considérer un peu au-dessus de la foule des dramaturges. Ses écrits ultérieurs montrent que Lodge maîtrise parfaitement le latin, l'italien, le français (il écrira des vers en français pour Greene et fera sa médecine en France), et l'espagnol.
Sa mère meurt en 1579, et il lui écrit « An Epitaph », dont l'autorisation de publier est obtenue le 29 décembre 1579, mais qui ne nous est pas parvenu. Sa mère, Lady Lodge, lui lègue une partie de ses biens afin qu'il puisse payer ses dépenses d'étudiant en droit, promettant une autre partie le jour de ses vingt-cinq ans, à la condition expresse qu'il poursuive ses études. Dans le cas contraire, s'il cesse d'être un bon étudiant, cet argent sera redistribué à ses frères au bon vouloir de son père. Lodge persiste néanmoins dans ses entreprises littéraires et renonce manifestement à cet legs. Il avait déjà hérité 100 £ de sa grand-mère maternelle, Lady Laxton, et il semble s'être marié avant 1583, quand, « impressionné par l'incertitude de la vie humaine », il fait un testament. L'absence de son nom dans le testament de son père, mort en 1584, révèle probablement le désaveu de sa famille à l'égard de sa manière de vivre, sans doute trop bohème à leur goût.

### Début de sa carrière littéraire
En 1579, Stephen Gosson publie son School of Abuse, qui attaque le théâtre, la poésie et la musique, et qui est une tentative des puritains d'étouffer dans l'œuf la littérature anglaise de la Renaissance. L'année suivante, Lodge fait sa première apparition en tant qu'auteur en publiant une cinglante riposte à Gosson par son A Defence of Plays, un pamphlet de 42 pages. Le ton trahit l'animosité personnelle de l'auteur, traitant Gosson d'hypocrite et de « monstrueux poulet sans tête », et l'ouvrage abonde en allusions pompeuses à l'Antiquité. Quelques citations d'Horace, d'Ovide, de Silius Italicus et d'autres sont traduites dans un anglais maladroit. L'autorisation de publier ayant sans doute été refusée, l'ouvrage circule de façon privée. Gosson, qui, pendant un an, ne peut en obtenir de copie, réplique à Lodge et à ses divers opposants dans son Plays confuted in Five Actions (1582). Lodge lui répond brièvement dans la préface de son Alarum against Usurers (1584), où il se plaint d'avoir été calomnié « sans raison ».
Dans son Plays confuted, Gosson décrit Lodge comme un de ceux que la lourde main de Dieu pourchasse, et qui, ayant des manières trop libres et étant plus léger que la vanité elle-même, ne vaut guère mieux qu'un vagabond. Mais Gosson connaît bien peu son assaillant, pensant que son prénom est William et qu'il est un acteur pauvre.
Lodge commence sa carrière de dramaturge par l'écriture d'une tragédie, The Wounds of Civil War, que Sidney Lee qualifie de « lourde et de banale », où Lodge fait largement appel à Salluste et à Plutarque. Bien qu'elle fût probablement écrite et jouée en 1587, elle n'est publiée qu'en 1594. Lodge a aussi collaboré avec son ami Robert Greene à une autre pièce, A looking Glass, for London and England, imprimée aussi en 1594, mais jouée en mars 1591 et en juin 1592 par la troupe de Lord Strange. Quelques historiens du théâtre, comme Anthony Wood et Frederick Gard Fleay (en), pensent, sans en apporter la preuve, que Lodge a aussi collaboré avec Greene pour Laws of Nature, The Contention between Liberalitie and Prodigalitie (en), Lumilia, Alimony et plusieurs autres.
Lodge a beaucoup connu dans sa jeunesse la peine et l'anxiété. À une certaine période, il semble avoir mené une vie tumultueuse, et avoir connu des difficultés financières le forçant à faire appel à des usuriers. Il a raconté ses expériences dans son An Alarum against Usurers, où, à la manière de Lyly, il donne aux jeunes gens des mises en garde contre cette profession.

### Voyages outre-mer
Des doutes concernant ses capacités à entreprendre une carrière littéraire l'ont sans doute incité à « abandonner provisoirement les livres pour les armes ». Vers 1588, il s'embarque à bord d'un navire commandé par un certain capitaine Clarke, qui pourrait être l'un des commandants qui avaient accompagné sir Richard Grenville et Ralph Lane (en) lors de leur voyage de 1585 en Virginie. Avec Clarke, Lodge se rend aux îles Canaries et à Terceira aux Açores. Malgré une absence de détails, cette expérience semble plaire à Lodge, puisqu'il la renouvelle en août 1591. Il embarque cette fois avec Thomas Cavendish pour la seconde expédition de celui-ci, qui sera désastreuse : prévue pour aller jusqu'en Chine et à l'archipel des Philippines, elle s'arrêtera en Amérique du Sud. Composée de trois grands voiliers de ligne et de deux petits trois-mâts barque, la flottille les amène au Brésil et ne dépasse pas le détroit de Magellan. Une bonne partie de l'équipage est tué au cours d'une bataille avec les Portugais. Cavendish meurt en mer d'une cause inconnue à l'âge de vingt-neuf ans, et John Davis prend la tête de l'expédition, rentrant en Angleterre en 1593 avec un équipage décimé par la famine et les maladies. Lodge ne conserve pas une bonne opinion de Cavendish, et il découvre que Greene est mort pendant son absence.

### Reprise de sa carrière littéraire et plagiat possible par Shakespeare
Ces aventures réveillent l'ambition littéraire de Lodge. Sur la route des Canaries, il écrit Rosalynde ; Euphues Golden Legacie, et il se décrit comme un soldat et un marin. Shakespeare a tiré de ce roman d'amour l'intrigue de son Comme il vous plaira, conservant même les noms de presque tous les personnages. Au retour de son premier voyage, Lodge fournit les vers en français pour Spanish Masquerado de son ami Greene, tel ce quatrain appartenant à un sonnet :
Le doux babil de ma lyre d'ivoire
Serra ton front d'un laurier verdissant ;
Dont à bon droit je te vois jouissant,
Mon doux ami, éternisant ta gloire.
Il publie également en 1589 un recueil de vers Scillaes Metamorphosis. Un peu plus tard, Lodge se plaint peu clairement de « pirate indigent » et de « poètes insolents », qui auraient mis leurs noms sur ses propres vers. Parmi les poésies de ce recueil, Glaucus and Scilla est écrit avec des vers semblables à ceux du poème de Shakespeare, Venus and Adonis, qui n'est publié que quatre ans plus tard, en 1593. La ressemblance est si grande qu'il est vraisemblable que Shakespeare a emprunté à Lodge le plan général de son poème. En 1595, Lodge se plaint dans To the reader de Fig for Momus d'avoir été injustement taxé de plagiat, alors que ce serait lui la victime. Les dates respectives de publication des deux ouvrages justifient la théorie de l'emprunt par Shakespeare de vers de Lodge, et expliqueraient l'attaque violente et posthume de Robert Greene, ami de Lodge, contre Shakespeare, qu'il traite de « corbeau arrogant, embelli par nos propres plumes ».
En 1592, pendant le second voyage de Lodge, Greene se charge de publier pour celui-ci son Euphues Shadow, the Battaile of the Sences, sa plus fidèle imitation de Lyly. À son second retour, il publie son plus important recueil de vers, Phyllis : Honoured with Pastorall Sonnets, Elegies, and amourous delights, comprenant quarante sonnets et de courts poèmes, et son second roman d'amour historique, The Life and Death of William Longbeard. Le 7 juin 1594, son nouvel ouvrage, A Spider Webbe, reçoit son autorisation d'imprimer, mais aucune copie ne nous est parvenue, la dernière connue ayant disparu en 1764. Un an plus tard, il publie A Fig for Momus dédicacé au comte de Derby, dont les églogues sont, selon Sidney Lee, les meilleures parties de l'ouvrage.

### Carrière de médecin
À partir de 1596, Lodge recherche une autre profession que celle, peu rémunératrice, d'écrivain et de poète. Il a alors près de quarante ans. Il se tourne vers la médecine. Selon Anthony Wood, Lodge est admis en France à l'université d'Avignon en 1597, et y obtient un doctorat de médecine en 1600. Il pratique alors la médecine à Londres, et est admis sur la liste des médecins d'Oxford le 25 octobre 1602. Il continue à publier soit des romans, comme The Famous and Memorable Workes of Iosephus, « fidèlement traduit du latin et du français par Thomas Lodge, docteur en physique » (1602), et des ouvrages médicaux, comme son Traité sur la peste (1603).
Soupçonné d'être redevenu catholique, il s'enfuit d'Angleterre pour échapper à la persécution des réfractaires, tandis que sa femme demeure à Londres pour protéger ses intérêts. Le 17 janvier 1610, il écrit à sir Thomas Edmondes, ambassadeur d'Angleterre à Paris, pour le remercier de lui avoir permis de rentrer à Londres en paix et en toute tranquillité.
Il réussit en tant que médecin, et, en 1609, Thomas Heywood le cite dans son Troia Britannica comme un des principaux médecins de l'époque. Il apparaît également dans un poème satirique sur les médecins de Londres en 1620 (William Carew Hazlitt (en) Inedited Poetical Miscellanies).

### Mort
Il meurt en septembre 1625 à son domicile londonien de Old Fish Street de la peste. Sa seconde femme Jane, veuve de Solomon Aldred, qui fut un temps agent catholique de Walsingham à Rome, obtient le 12 octobre 1625 l'autorisation de gérer sa succession, qui comprend entre autres un manuscrit de The Poore Mans Talent.

## Œuvres
- 1579 : Reply to Gosson, répondant au School of Abuse de Stephen Gosson ;
- 1584 : Alarum against Usurers, un traité en prose sur les usuriers, où nombre de passages sont vraisemblablement autobiographiques[22] ;
- 1585 : The Delectable History of Forbonius and Prisceria, un roman d'amour en prose et en vers[23] ;
- 1585 : Truth's Complaint over England, un poème satirique, où la satire se dissimule derrière un récit allégorique[24] ;
- 1586 ? : The Wounds of Civil War, tragédie imprimée pour la première fois en 1594, aux scènes fades et ennuyeuses, selon Edmund Gosse[25].
- 1587 ? : A Looking Glass, for London and England, une tragédie écrite en collaboration avec Greene, et jouée par la troupe de Lord Strange le 8 et 27 mars 1592, puis les 19 avril et 7 juin de la même année[26].
- 1589 : Scillaes Metamorphosis, comprenant The Discontented Satyr et Poems and Sonnets, et dans lequel on trouve le poème Glaucus and Scilla, qui a manifestement inspiré le Venus and Adonis de Shakespeare[27] ;
- 1590 : Rosalynde ; Euphues Golden Legacie, écrit en mer lors de son premier voyage outre-mer. Emprunté par Shakespeare pour l'intrigue de son Comme il vous plaira (1599)[28].
- 1591 : The Famous, true and historicall life of Robert second Duke of Normandy, récit pseudo-historique des aventures de Robert le Diable[29], et Catharos, Diogenes in his Singularitie, dialogue sur les sept péchés mortels pratiqués à Athènes[30] ;
- 1592 : Euphues Shadow, the Battaile of the Sences. Le titre rappelle les ouvrages de Lyly, et le manuscrit est confié à Robert Greene, qui le publie conformément aux désirs de Lodge parti en mer avec Cavendish[30].
- 1593 : Au retour de son dernier voyage, The Life and Death of William Longbeard, roman pseudo-historique dans la lignée de Robert second Duke of Normandy[25] et Phyllis : Honoured with Pastorall Sonnets, Elegies, and amourous delights, le meilleur des ouvrages de Lodge, mis à part Rosalynde, selon Gosse[31].
- 1594 : A Spider Webbe. Plus aucune copie de cet ouvrage n'existe maintenant, le dernier exemplaire ayant disparu vers 1764[32].
- 1595 : A fig for Momus, qui contient pour la première fois en anglais des lettres en vers adressées à des personnes réelles et agencées à la manière d'Horace[33].
- 1596 : A Margarite of America, jolie histoire d'amour écrite quelques années auparavant en mer[34] ; The Divel conjured, un soliloque ennuyeux sur la vertu[35] ; Prosopopelia, profession publique de doctrine catholique[36] ; Wits Misery and the Worlds Madnesse, dissertation pseudo-philosophique en prose[37].
- 1601 : The Flowers of Lodowicke of Granada, traduit du latin.
- 1602 : The Famous and Memorable Workes of Iosephus ;
- 1603 : Treatise of the Plague, dédié au Lord Mayor de Londres[38].
- 1614 : The Workes both Morall and Natural of Lucius Annaeus Seneca.
- 1621 : A learned Summary upon the famous Poeme of William of Saluste Lord of Bartas ; collection de remèdes médicaux, The Poore Mans Talent, traité médical décrivant un remède, publié la première fois en 1881 par le Hunterian Club[39].

## Source principale
- Biographie de Thomas Logde